# لنارت مری
لنارت مری (به استونیایی: Lennart Meri) (زاده ۲۹ مارس ۱۹۲۹ – درگذشته ۱۴ مارس ۲۰۰۶) سیاست‌مدار، نویسنده، مترجم و دومین رئیس‌جمهور کشور استونی بود.
وی از ۶ اکتبر ۱۹۹۲ تا ۸ اکتبر ۲۰۰۱ به عنوان رئیس‌جمهور استونی انتخاب شده بود، مری دانش‌آموخته دانشکده تاریخ و زبان دانشگاه تارتو بود.